# Swasey (Mondkrater)
Swasey ist ein Einschlagkrater am Ostrand der Mondvorderseite im Osten der Ebene des Mare Smythii, westlich des Kraters Hume und südöstlich von Warner. Der Krater ist sehr flach, da das Innere mit den Laven des Mare geflutet wurde.
Der Krater wurde 1976 von der IAU offiziell nach dem US-amerikanischen Erfinder und Astronomen Ambrose Swasey benannt.